# 兰屿小山蜗牛
兰屿小山蜗牛（学名：Platyrhaphe lanyuensis），是中腹足目山蜗牛科Platyrhaphe属的一种。主要分布于台湾，常栖息在落叶下或地上。